# Скат на Ода
Скатовете на Ода (Rhinoraja odai) са вид хрущялни риби от семейство Arhynchobatidae.
Те са незастрашен вид. Срещат се на дълбочина 300 до 870 метра във водите край остров Шикоку в Япония.